# گراهام آرچل
گراهام آرچل (انگلیسی: Graham Archell؛ زادهٔ ۸ فوریهٔ ۱۹۵۰) بازیکن فوتبال اهل انگلستان است که در اواخر دهه ۱۹۶۰ برای باشگاه فوتبال لیتون اورینت بازی می‌کرد.